# Retirada de tropas soviéticas de Afganistán
La retirada de tropas soviéticas de Afganistán comenzó el 15 de mayo de 1988 y terminó el 15 de febrero de 1989 bajo el liderazgo del coronel general Borís Grómov en el último periodo de supervivencia de la República Democrática de Afganistán por el incremento de las facciones muyahidines que eran antisoviéticas y anticomunistas.
La planificación para la retirada de la Unión Soviética (URSS) de la guerra de Afganistán comenzó poco después de que Mijaíl Gorbachov se convirtiera en Secretario General del Comité Central del Partido Comunista de la Unión Soviética. Bajo el liderazgo de Gorbachov, la Unión Soviética intentó consolidar el control del poder en el país por parte del Partido Democrático Popular de Afganistán (PDPA, por sus siglas en inglés), primero, en un esfuerzo genuino por estabilizar el país y luego como una medida para salvar las apariencias mientras retiraba las tropas. Durante este período, las organizaciones militares y de inteligencia de la URSS trabajaron con el gobierno de Mohammad Najibullah para mejorar las relaciones entre el gobierno de Kabul y los líderes de las facciones rebeldes muyahidines.
La relación diplomática entre la URSS y los Estados Unidos mejoró al mismo tiempo que quedó claro para la Unión Soviética que esta política de consolidación del poder alrededor del gobierno de Najibullah en Kabul no produciría resultados suficientes para mantener el poder del PDPA a largo plazo. Los Acuerdos de Ginebra, firmados por representantes de la URSS, los Estados Unidos, la República Islámica de Pakistán y la República de Afganistán (así rebautizada en 1987) el 14 de abril de 1988, proporcionaron un marco para la salida de las fuerzas soviéticas y establecieron un entendimiento multilateral entre los signatarios sobre el futuro de la participación internacional en Afganistán. La retirada militar comenzó poco después, y todas las fuerzas soviéticas abandonaron Afganistán el 15 de febrero de 1989.

## Contexto
Entendiendo que la problemática situación económica e internacional de la Unión Soviética se complicaba por su participación en la guerra afgana, Gorbachov "había decidido buscar una retirada de Afganistán y había ganado el apoyo del Politburó para hacerlo [en octubre de 1985]". 74 Más tarde fortaleció aún más su base de apoyo en el nivel superior del gobierno soviético al expandir el Politburó con sus aliados. Para cumplir con las expectativas nacionales y extranjeras, Gorbachov se propuso retirarse después de haber alcanzado algún grado del éxito. En casa, Gorbachov se vio obligado a satisfacer el complejo militar-industrial, el liderazgo militar y las agencias de inteligencia (más tarde, Gorbachov le diría al enviado de la ONU, Diego Cordovez, que el impacto del grupo de presión de la guerra no debe ser sobrestimado; recuerda Cordovez que los asesores de Gorbachov no fueron unánimes en este pronunciamiento, pero todos estuvieron de acuerdo en que los desacuerdos con los Estados Unidos, Pakistán y la realidad en Kabul jugaron un papel más importante en el retraso de la retirada). aliados del tercer mundo. Él, al igual que los líderes soviéticos antes que él, consideraba aceptable sólo una retirada digna. Esto requería la creación de estabilidad dentro de Afganistán, que la Unión Soviética intentaría lograr hasta su eventual retirada en 1988-1989. Gorbachov consideró tres objetivos como condiciones necesarias para la retirada: estabilidad interna, intervención extranjera limitada y reconocimiento internacional del gobierno comunista de la República Democrática de Afganistán.

## Proceso de retirada militar
La retirada de las Fuerzas Armadas Soviéticas comenzó el 15 de mayo de 1988, bajo el liderazgo del general del ejército Valentín Varénnikov (con el general Grómov al mando del 40.º ejército directamente). Según lo acordado, la retirada se realizó "al frente", con la mitad de la fuerza soviética partiendo en agosto. Sin embargo, la retirada se complicó por el rápido deterioro de la situación en Afganistán. Si bien Estados Unidos no estaba obligado por ningún compromiso de detener los envíos de armas y continuó suministrando a los muyahidines afganos en Pakistán, este último no estaba cumpliendo su compromiso de evitar que el armamento y los militantes fluyeran hacia Afganistán a través de la línea Durand. Del mismo modo, los muyahidines también continuaron sus ataques contra las fuerzas soviéticas en retirada. La Unión Soviética denunció repetidamente estas violaciones de los acuerdos de Ginebra a los órganos de supervisión de las Naciones Unidas, e incluso suplicó a los Estados Unidos que influyeran en las facciones que estaban suministrando. Sin embargo, el deseo de la Unión Soviética de retirarse, junto con la incapacidad de Estados Unidos para controlar el comportamiento de los muyahidines, significó que las objeciones soviéticas no arrojaron ningún resultado. Kalinovsky cita la siguiente conversación entre un diplomático soviético y un jefe de estación de la Agencia Central de Inteligencia en Islamabad (como lo cuenta este último en un libro del que es coautor):

Botshan-Kharchenko: Debe comprender, señor Buurdon, que estos ataques contra nuestras tropas cuando se retiran deben cesar.

Bearden: ¿Y si no lo hacen?
Botshan-Kharchenko: Entonces tal vez detengamos nuestra retirada. ¿Entonces qué harás?
Bearden: No es lo que haré, consejero; es lo que harán los afganos. Y creo que simplemente seguirán luchando y matando a tus soldados hasta que finalmente te vayas a casa.
Botshan-Kharchenko: Pero tienes cierto control sobre estos asuntos.
Bearden: Nadie tiene control sobre estos asuntos, consejero, excepto la Unión Soviética.
Botshan-Kharchenko: Sr. Buurdon, aún debe comprender que habrá consecuencias si estos ataques continúan.

Bearden: Estoy seguro de que lo habrá, Consejero.

A medida que continuaban la retirada militar soviética y los ataques rebeldes, el deterioro de la seguridad del gobierno de Najibullah provocó desacuerdos políticos entre los diferentes servicios de la Unión Soviética. Por ejemplo: mientras que el ejército soviético había logrado establecer un alto el fuego de facto con las fuerzas de Ahmad Shah Masud cuando las tropas soviéticas se retiraron a través de territorios bajo su control, la KGB y Eduard Shevardnadze intentaron convencer a Gorbachov de que era necesario un ataque contra Massoud para garantizar la supervivencia del gobierno de Najibullah. En palabras de los comandantes militares soviéticos, el propio Najibullah también pretendía retener al ejército soviético en Afganistán, los generales Varénnikov (a cargo de la operación de retirada), Grómov (comandante del 40. ° Ejército) y Sotskov (principal asesor militar soviético en Afganistán). Los alto líderes militares y políticos soviéticos de la Unión Soviética pidieron a su gobierno que controlaran los intentos de Najibullah de utilizar tropas soviéticas para lograr su propia seguridad, y que le transmitieran que el ejército soviético no se quedaría en Afganistán. Después de la salida de Yákovlev del Politburó en el otoño de 1988, Gorbachov adoptó la línea de política Shevarnadze-KGB con respecto al apoyo a Najibullah a costa de antagonizar a las facciones rebeldes, y el 5 de noviembre de 1988 se ordenó detener la retirada.  167 En diciembre, Gorbachov decidió reanudar la retirada, pero también llevar a cabo una operación contra Massoud, ignorando los argumentos de sus asesores y comandantes militares en el terreno.
En enero de 1989 continuó la retirada soviética y el 23 de enero de 1989 comenzó la Operación Tifón contra las fuerzas de Ahmad Shah Masud. Hasta el final de la retirada militar, Shevarnadze y el jefe de la KGB intentó sin éxito convencer a Gorbachov de retener un contingente de voluntarios militares soviéticos en Afganistán para defender las rutas terrestres a Kabul. El 15 de febrero, el 40.º Ejército terminó su retirada de Afganistán. El general Grómov cruzó por último el "Puente de la Amistad" entre Afganistán y la URSS. Cuando Grómov fue recibido por equipos de televisión soviéticos mientras cruzaba el puente, los maldijo profusamente cuando intentaron entrevistarlo. Al recordar los hechos en una entrevista con un periódico ruso en 2014, Grómov dijo que sus palabras estaban dirigidas a "los líderes del país, a aquellos que inician guerras mientras otros tienen que limpiar el desorden".

## Secuelas
El apoyo soviético al gobierno de Najibullah no terminó con la retirada de las tropas regulares. La Unión Soviética envió ayuda por un total de varios miles de millones de dólares a Afganistán, incluidos aviones militares (MiG-27) y misiles Scud. Debido principalmente a esta ayuda, el gobierno de Najibullah se mantuvo en el poder durante mucho más tiempo de lo que la CIA y el Departamento de Estado esperaban. Los muyahidines lograron avances considerables tras la retirada del contingente soviético, e incluso pudieron tomar y controlar varias ciudades; sin embargo, no pudieron derrocar a Najibullah hasta la primavera de 1992. Después del intento de golpe de agosto de 1991, la Unión Soviética (y más tarde la Federación de Rusia bajo Boris Yeltsin) cortó la ayuda a sus aliados afganos. Esto tuvo un impacto severo en el Hizb-i Watan (antes conocido como el PDPA) y en las fuerzas armadas, ya debilitadas por su lucha contra los muyahidines y las luchas internas, tras un fallido intento de golpe de Estado en marzo de 1990, el Ejército (ya enfrentando una falta crítica de recursos y tasas críticas de deserción) fue depurado. En última instancia, el cese de la ayuda soviética y la inestabilidad que causó permitió a los muyahidines asaltar Kabul. Najibullah fue destituido del poder por su propio partido, después de lo cual los muyahidines intentaron inútilmente formar el Estado Islámico de Afganistán liderado por una coalición poco estable; ya que los constantes desacuerdos y las luchas internas entre los líderes Massoud y Gulbuddin Hekmatyar prepararon el escenario para el eventual ascenso de los talibanes, una facción aún más radical y antiamericana de los muyahidines.